# 老鼠山遗址
曹湾山遗址又称老鼠山遗址，位于浙江省温州市鹿城区上戍乡渡头村。是温州地区先秦考古的重大突破，证明早在5000年前，温州地区已有人类生存。

## 遗址环境
老鼠山是位于戍浦江平原上的一座孤丘型小山，海拔61米，由一座主峰和多座小山头组成，戍浦江经其西面、南面、东面，最终注入瓯江。遗存主要集中在老鼠山山顶，山坡上亦有遗存分布。岗顶西部为居住区，东南部为墓葬区。

## 文化内涵
居住区有连片的石础建筑遗址，墓葬区已清理墓葬35座，随葬品以陶器为主，还发现1件象征权力地位的镶嵌玉片的柄形器。其遗存特征与好川遗址类似。
- 陶器 以夹砂陶、泥质陶、硬陶、硬纹陶为主。
- 石器、玉器 出土了玉锥形器和嵌玉柄形器，后者是该遗址出土最重要的一组文物。
- 建筑遗迹 在居住区范围内发现了规则、密集的成组块石遗迹。
- 墓葬 清理好川文化墓葬35座。[2]

## 保护现状
2005年3月16日列入浙江省文物保护单位，2013年5月列入第七批全国重点文物保护单位。2013年6月9日，浙江省文物局公布其为第一批省级考古遗址公园。现拟在原址基础上建立曹湾山遗址公园与博物馆。